# Polícias científicas do Brasil
As polícias científicas são órgãos da administração pública presentes em grande parte dos estados brasileiros. A função da polícia científica é, de modo geral, coordenar as atividades dos institutos de criminalística, dos institutos médico-legais e, na maioria das vezes, do instituto de identificação da unidade da federação da qual faz parte.
As polícias científicas estão subordinadas diretamente às secretarias de segurança pública ou órgãos equivalentes — salvo em alguns estados onde permanecem como integrantes da estrutura da Polícia Civil —, trabalhando em estreita cooperação com as polícias civil e militar. São dirigidas por chefes de polícia científica, cargo privativo de peritos oficiais com autoridade científica em determinada área, denominados peritos criminais, peritos papiloscopistas, peritos odontolegistas ou peritos médico-legais.
A polícia científica é especializada em produzir a prova técnica (ou prova pericial), por meio da análise científica de vestígios produzidos e deixados durante a prática de delitos. Ela também edita normas, ações conjuntas e implementa políticas de atendimento à população.
Compete às polícias científicas, essencialmente:
- A realização das perícias médico-legais e criminalísticas;
- Os serviços de identificação;
- O desenvolvimento de estudos e pesquisas em sua área de atuação.

Antes da criação das polícias científicas (com data variando em cada estado), as perícias criminais ficavam a cargo das polícias civis, razão pela qual determinados estados da federação ainda possuem seus departamentos técnico-científicos vinculados às suas respectivas polícias judiciárias.

## Autonomia das polícias científicas
Certos juristas consideram as polícias científicas apenas como unidades administrativas das secretarias de segurança pública a que está subordinadas, não podendo estas serem caracterizadas como instituições policiais autônomas, em decorrência de não terem sido citadas no art. 144 da Constituição Federal atualmente vigente. Porém, importantes pareceres jurídicos elaborados por especialistas como Paulo Brossard, Rogério Lauria Tucci e René Ariel Dotti, além do parecer da assessoria jurídica do Senado Federal, consideram o artigo 144 da Constituição Federal como mero preceito enunciativo (exemplificativo), não taxativo. Logo, o fato de não haver ali listada a instituição polícia científica ou denominação equivalente, não inibe constitucionalmente a sua estruturação autônoma.
A verdade é que a enumeração do art. 144 não esgota a matéria policial. O equívoco resulta do fato de as Constituições anteriores a 88 não conterem artigo que dispusesse a respeito de polícia. Pretender, como a ADIN 2575-8 pretende, que toda a função policial esteja circunscrita ao traçado no art. 144 da Constituição, como se fosse um círculo de ferro, não tem como sustentar-se à luz da doutrina, da diuturna experiência jurídica e da prática quotidiana da administração. Com efeito, o fato de a polícia judiciária ser conferida à polícia civil, não significa que essa atribuição, aliás, tradicional, esgote as funções policiais.— Paulo Brossard

## Características
O trabalho das polícias técnico-científicas se impõe, cada vez mais, como instrumento fundamental na elucidação de delitos e no esclarecimento de fatos sob investigação do poder público. Todavia, para que possam atuar com a eficiência e a efetividade necessárias, é preciso que todas as polícias técnico-científica sejam dotadas de autonomia funcional e administrativa, o que ainda não ocorre, face a subordinação às Secretarias de Segurança ou às Polícias Civis.
A perícia é vital para a persecução penal. Os institutos de criminalística, institutos de identificação e os institutos médico-legais devem ser constituídos e organizados de forma autônoma, de tal modo que toda a ingerência nos laudos produzidos seja neutralizada.[carece de fontes?] Na maioria dos estados, os órgãos de perícia estão sucateados, desprovidos de equipamentos modernos, treinamento especializado e distantes da comunidade científica.[carece de fontes?] Eles devem, em curto prazo, estar organizados em carreira própria.
A modernização da polícia científica segue uma tendência nacional, já consagrada em 18 estados da federação. A reforma institucional na polícia civil, por intermédio da transformação de cada uma de suas unidades operacionais e da introdução de novo modelo gerencial, será insuficiente se todo o campo da polícia técnica ou perícia permanecer abandonado. Sem o trabalho dos peritos, a investigação policial fica restrita à coleta de depoimentos e ao concurso de informantes, limitando suas possibilidades e tornando perigosamente decisivos os interrogatórios dos suspeitos. No tempo de hackers, de criminosos organizados com armamentos poderosos e equipamentos sofisticados, a polícia do apoio científico e técnico tem estado cadente de material e pessoal qualificado mais avançado possível.
Por desenvolver um trabalho científico, técnico e imparcial, a polícia científica não pode estar subordinada a quaisquer tipos de pressão ou interpretação subjetiva que movem as polícias civis e o Ministério Público. Sua função é ofertar às três instituições — Ministério Público, polícias civis e Poder Judiciário — todos os elementos de fato esclarecedores das circunstâncias e, se possível, a autoria do delito que a polícia civil e a procuradoria estão apurando.
Atualmente, inclusive, tramita um Projeto de Lei do Senado Federal do Brasil, a fim de estabelecer a autonomia da polícia técnica como regra geral abrangendo todos os estados brasileiros, tendo como base o fato da maioria dos estados da federação já possuir suas polícias científicas desvinculadas das polícias civis, além do disposto no art. 24, XVI, da Constituição Federal, que confere competência à União para estabelecer regras gerais sobre organização, garantias, direitos e deveres das polícias civis.
Por isto, entende-se, à luz da carta magna, que a função dos peritos oficiais deve ser autônoma e independente. Não pode submeter-se, nem sofrer qualquer influência seja da procuradoria, seja das polícias, seja da advocacia de Estado.

### Instituto de criminalística
O instituto de criminalística é responsável pelo exame da materialidade do delito. Produz provas materiais a partir de vestígios encontrados no local de crime, por meio de técnicas científicas. Busca informações a partir de vestígios, que tipifiquem os crimes, indiquem características qualificadoras, bem como determinem sua autoria.

### Instituto médico-legal
O instituto médico-legal (IML) é responsável pelas perícias em seres humanos, vivos ou mortos. Realiza perícias médico-legais e odontológicas requisitadas pelas autoridades policiais, judiciárias, administrativas ou Órgãos do Ministério Público. Desenvolve pesquisas científicas relacionadas com a medicina legal e realiza cursos/palestras para a sociedade civil, acadêmica e instituições governamentais. Possui as áreas de perícias no vivo, no morto e de laboratório.

### Instituto de identificação
Aos institutos de identificação compete utilizar a metodologia científica para fins de identificação humana e determinação de autoria em infrações penais. Dentre suas atribuições, destacam-se as identificações civis e criminais, as perícias papiloscópicas e necropapiloscópicas em locais de crime e laboratório, bem como as perícias de representação facial humana e prosopográfica.

## Cargos vinculados
Quando da criação das polícias científicas, diversas carreiras pertencentes aos quadros das polícias civis foram transferidas para aquela. A seguir estão descritos os cargos e os estados que possuem tal denominação:
- Peritos Criminais;
- Médicos Legistas
- Peritos Odonto-Legistas
- Toxicologistas
- Papiloscopistas
- Agentes de Perícia Criminal
- Agentes de Medicina Legal
- Desenhistas Criminalísticos
- Fotógrafos Criminalísticos

## Lista de polícias científicas
Listagem das polícias científicas de acordo com unidade da federação, com vínculo ou não à Polícia Civil de seu respectivo estado:
| Unidade Federativa  | Nome                                                                 | Status       |
| ------------------- | -------------------------------------------------------------------- | ------------ |
| Acre                | Departamento de Polícia Técnica e Científica                         | Vinculado    |
| Alagoas             | Perícia Oficial do Estado de Alagoas (POAL)                          | Desvinculado |
| Amapá               | Polícia Técnico-Científica (POLITEC)                                 | Desvinculada |
| Amazonas            | Departamento de Polícia Técnico Científica (DPTC)                    | Vinculado    |
| Bahia               | Departamento de Polícia Técnica (DPT)                                | Desvinculado |
| Distrito Federal    | Departamento de Polícia Técnica (DPT)                                | Vinculado    |
| Espírito Santo      | Polícia Científica do Espírito Santo                                 | Desvinculada |
| Goiás               | Superintendência de Polícia Técnico-Científica                       | Desvinculada |
| Maranhão            | Superintendência de Polícia Técnico Científica (SPTC)                | Vinculado    |
| Mato Grosso         | Diretoria Geral de Perícia Oficial e Identificação Técnica (POLITEC) | Desvinculada |
| Mato Grosso do Sul  | Coordenadoria-Geral de Perícias (CGP)                                | Desvinculada |
| Minas Gerais        | Superintendência de Polícia Técnico-Científica (SPTC)                | Vinculado    |
| Pará                | Centro de Perícias Científicas Renato Chaves (CPC)                   | Desvinculado |
| Paraíba             | Instituto de Polícia Científica (IPC)                                | Vinculado    |
| Paraná              | Polícia Científica                                                   | Desvinculada |
| Pernambuco          | Gerência Geral da Polícia Científica (GGPOC)                         | Desvinculada |
| Piauí               | Departamento de Policia Técnico-Científica                           | Vinculado    |
| Rio de Janeiro      | Departamento Geral de Polícia Técnico-Científica (DGPTC)             | Vinculado    |
| Rio Grande do Norte | Instituto Técnico-Científico de Perícia (ITEP)                       | Desvinculada |
| Rio Grande do Sul   | Instituto Geral de Perícias (IGP)                                    | Desvinculado |
| Rondônia            | Polícia Técnico-Científica (POLITEC)                                 | Vinculado    |
| Roraima             | Polícia Científica                                                   | Vinculado    |
| Santa Catarina      | Polícia Científica                                                   | Desvinculado |
| São Paulo           | Superintendência da Polícia Técnico-Científica (SPTC)                | Desvinculada |
| Sergipe             | Coordenadoria Geral de Perícias (COGERP)                             | Desvinculada |
| Tocantins           | Superintendência da Polícia Técnico-Cientifica                       | Desvinculada |